# Skebo bruk

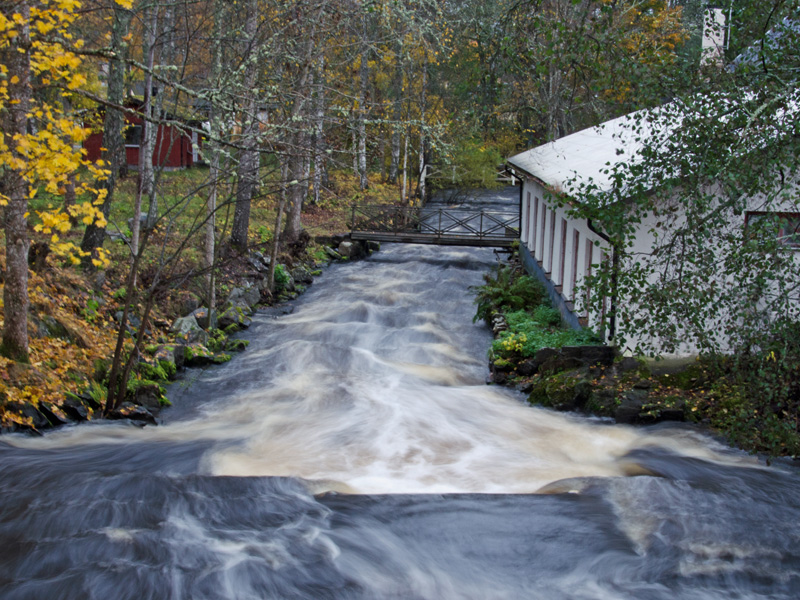
Skeboån och gjuteriet

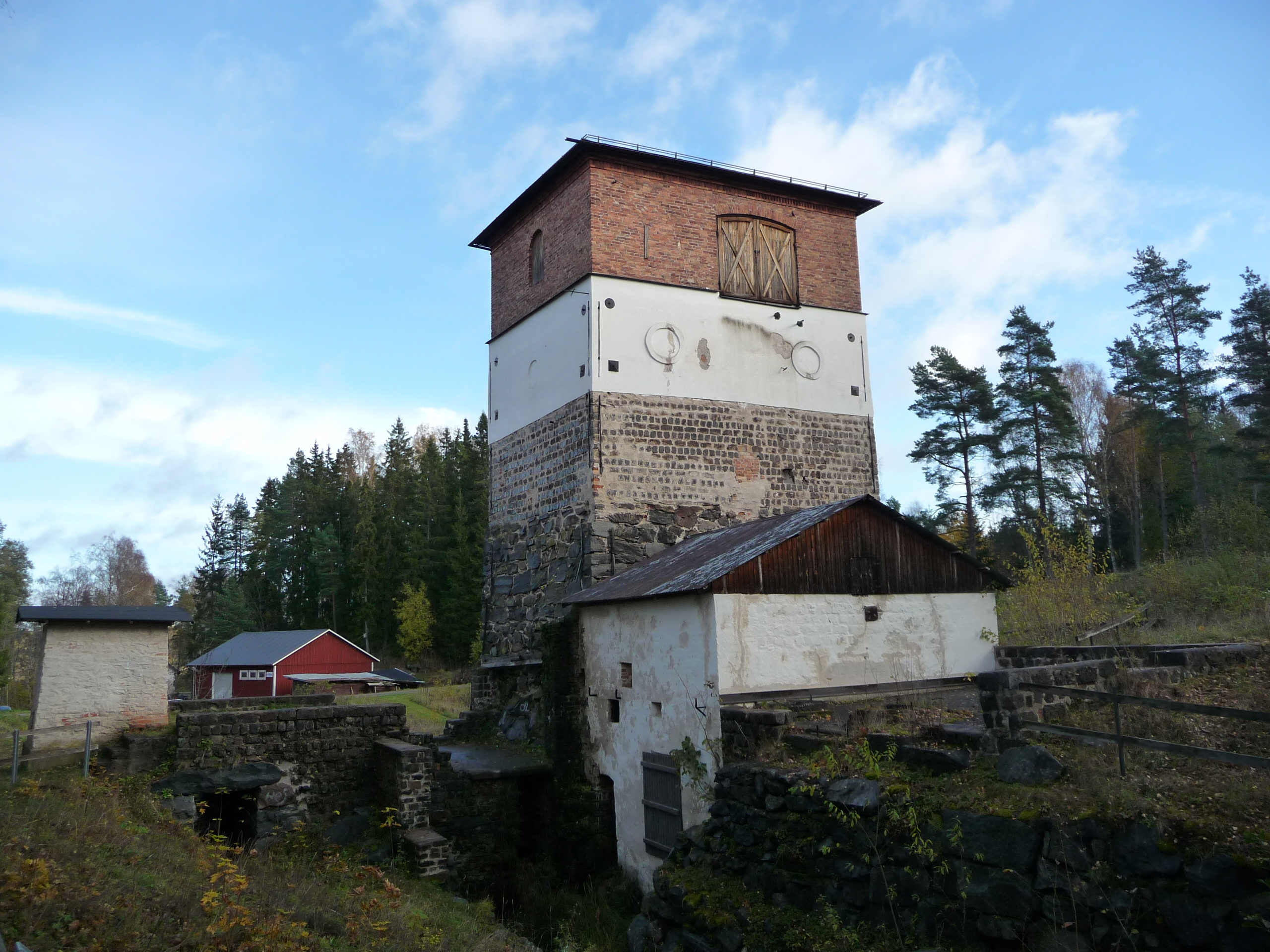
Masugnen i Edsbro från 1686

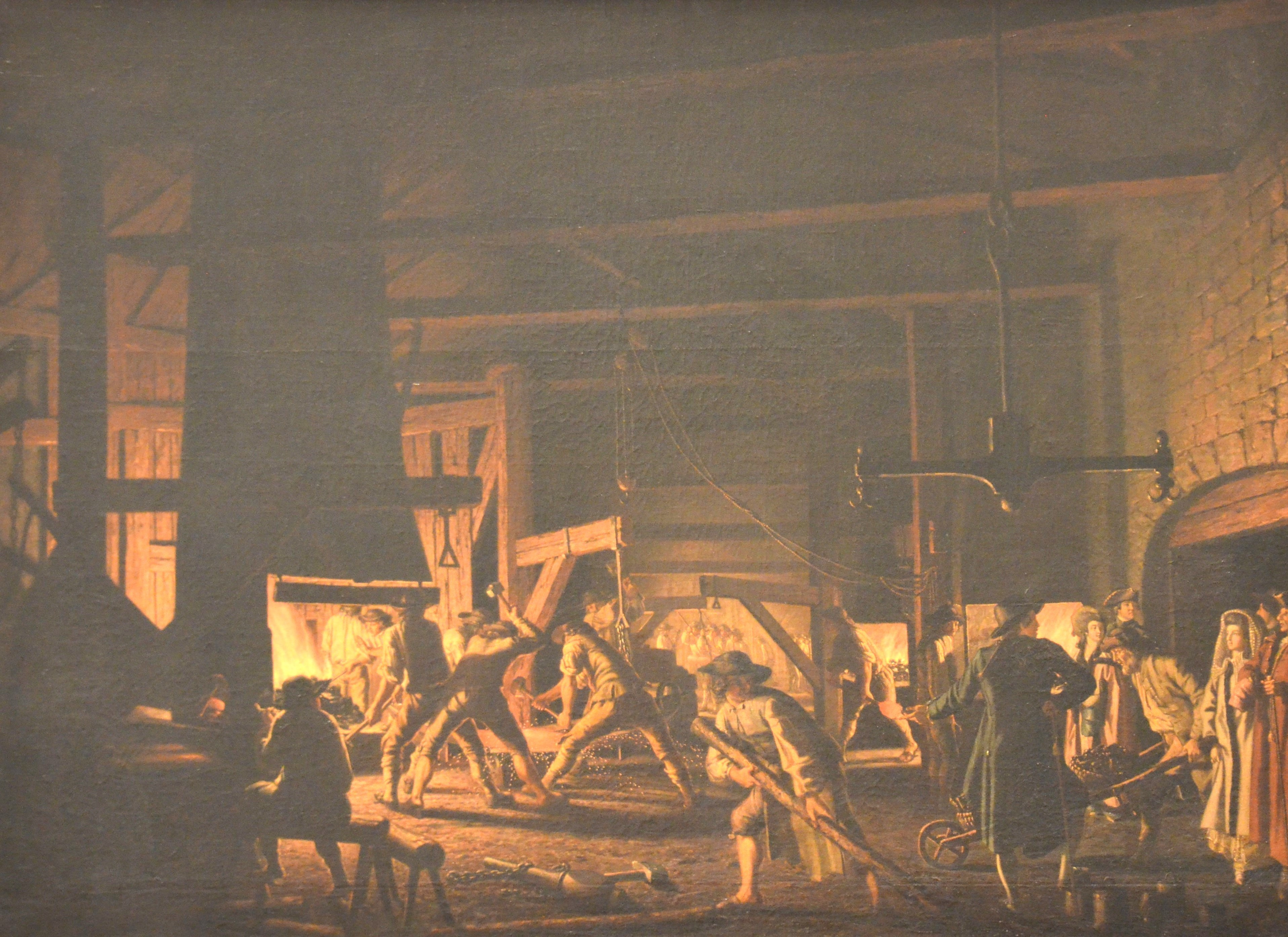
Målning av Elias Martin

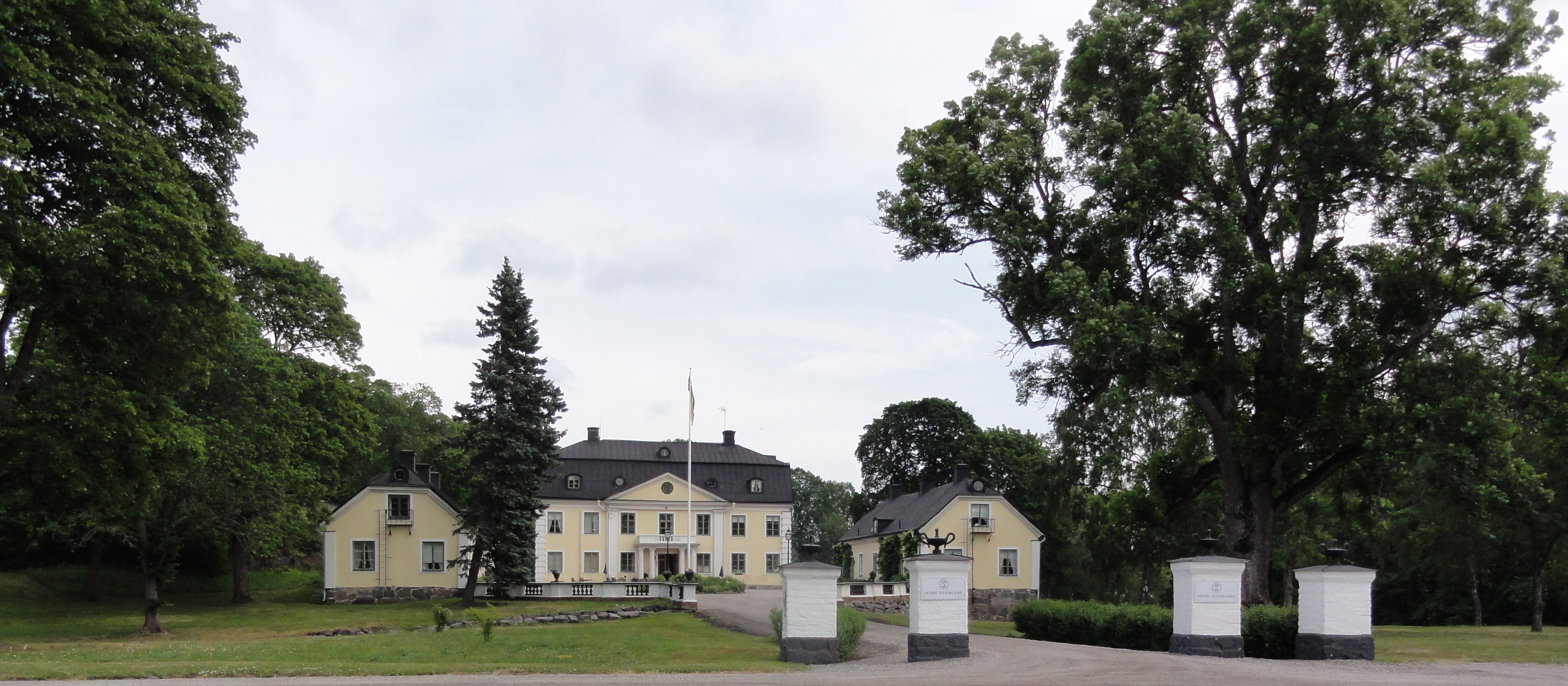
Herrgården från 1767-70

Skebo bruk är ett järnbruk grundat under 1600-talet. Det ligger i den nutida tätorten Skebobruk. Vid bruket tillverkades stångjärn. Det tackjärn som behövdes för produktionen hämtades från den 1686 uppförda Edsbro masugn, som ägdes av Skebo. Malmen kom bland annat från Dannemora gruva. Järnet gick sedan på export. Bruket består i dag av vallonsmedjan, herrgården och bruksgator, där arbetarna på bruket bodde. Verksamheten lades ned 1924.

## Historia

### 1400-tal
Redan 1444 finns det uppgifter om en hytta för järntillverkning i liten skala i Skebo, vilket är den första kända järntillverkningen i Uppland. Skebo hade ett utmärkt läge för just järntillverkning genom Skeboån, som gav vattenkraft, och stora skogar som bidrog med träkol.

### 1500-tal
Före Gustav Vasas reformation (1527) ägdes Skebo av S:ta Clara kloster i Stockholm. Det hette då Skedeboholm. En konsekvens av reformationen blev att bruket kom i kronans ägo 1527.

### 1600-tal
Så småningom blev ätten Tott ägare under den tiden anlade den tyskfödde stockholmsköpmannen Hindrich Lemmens den första hammarsmedjan vid Skeboån 1626, och därmed var Skebo bruk fött. Trettioåriga kriget som då pågick som bäst gav god efterfrågan på vapen och därmed järn.
Under 1680-talet kom de första vallonerna till Skebo. De tog med sig yrkeskunskap och kvalificerad tillverkningsteknik. När masugnen i Skebo brann ner 1686 valde man att bygga upp den nya masugnen i Edsbro vid andra änden av den milslånga sjön Närdingen (källan till Skeboån). Det gjorde att man kunde försörja smedjan med träkol från trakten kring Skebo och masugnen med träkol från Edsbros skogar samtidig som frakten mellan Edsbro och Skebo kunde ske enkelt sjövägen över Närdingen.

### 1700-tal
Släkten Tott sålde bruket år 1733. Därefter ägdes bruket av flera järnexporterande handelshus i både Stockholm och Göteborg.
Dessa handelshus ägde även flera andra bruk under 1700-talet. Järnet från Dannemoragruvan skapade stor efterfrågan och såldes till höga priser.

### 1800-tal
Brukets blomstringstid fortsatte på 1800-talet då bruket blev privatägt igen genom arv. Tidigt under 1800-talet kompletterades stångjärnstillverkningen med valsat järn (tråd, rundjärn och plåt). Vid 1800-talets mitt gjorde man om en av smedjorna till gjuteri för manufaktur av gjutna och smidda produkter. Under den senare delen av 1800-talet investerades det i en ångmaskin till masugnen i Edsbro, en egen järnväg och en ny hamn i Edeboviken. 1877 blev Skebo bruk aktiebolag. Många järnbruk gick under 1880-talet, men Skebo fortsatte att blomstra mycket tack vare god förvaltning. Skebo hade flera hundra anställda och var en av Roslagens största arbetsplatser.

### 1900-tal
Under 1900-talets början fick bruket svårt att få ekonomin att gå ihop. 1903 såldes bruket av den siste brukspatronen Knut Michaelson till en grupp affärsmän som började sälja ut brukets tillgångar. 1913 brast en dammlucka och sjön Närdingen sjönk cirka 2 meter. Det är inte känt varför man inte återställde sjöns vattennivå. Istället gick man över till järnvägstransport mellan Edsbro masugn och Skebo bruk. Problemen avhjälptes tillfälligt av första världskrigets ökade efterfrågan på järn. Till slut kulminerade nedgången i konkurs 1924. Valsverksmaskiner såldes för skrotvärde per kilo till Fiskars bruk i Finland där de kom att användas i ytterligare 50 år.